# Cinhonizam
Cinhonizam je patološko stanje uzrokovano predoziranjem kininom ili njegovim prirodnim izvorom, korom drveta kininovca. Kinin se koristi kao lijek za malariju. U puno manjim količinama može se naći i u tonicima, u kojima služi za pospješivanje gorčine. Cinhonizam se može javiti i kod terapeutskih doza kinina. Kinidin (antiaritmik razreda 1A) također može uzrokovati cinhonizam.

## Znakovi i simptomi
Simptomi blagog cinhonizma uključuju crvenu i znojnu kožu, zujanje u ušima (tinitus), mutan vid, poremećaje sluha, konfuziju, reverzibilni gubitak sluha za visoke frekvencije, glavobolju, abdominalnu bol, osipe, vrtoglavicu, fotosenzitivnost, disforiju, mučninu, povraćanje i proljev. 
Velike doze kinina mogu izazvati teške simptome cinhonizma: kožne osipe, reverzibilnu gluhoću, somnolenciju, poremećaje vida, anafilaktički šok, poremećaje u srčanom ritmu i/ili provođenju, kardiotoksičnost i smrt. 
Kod pacijenata liječenih kininom mogu se javiti i hipoglikemija (osobito kod intravenske primjene lijeka) te hipotenzija (snižen krvni tlak).
Većina simptoma cinhonizma (osim u teškim slučajevima) su reverzibilni i povuku se zajedno s povlačenjem uporabe kinina.
Kinini, kao klorokin, inaktiviraju enzime u lizosomima i imaju protuupalni učinak, zbog čega se koriste u reumatoidnom artritisu. S druge strane, inaktivacija ovih enzima može također uzrokovati akumulaciju glikogena i fosfolipida u lizosomima, uzrokujući toksičnu miopatiju. Ovo se smatra mogućim uzrokom cinhonizma.
|  | Molimo pročitajte upozorenje o korištenju medicinskih informacija. Ne provodite liječenje bez savjetovanja s liječnikom! |